# To Love Somebody (Bee Gees)
To Love Somebody è un brano musicale dei Bee Gees, pubblicato nel giugno 1967 come secondo singolo estratto da Bee Gees 1st, terzo album del gruppo.

## Storia del brano
Come dichiarato diverse volte da Barry Gibb, il manager del gruppo, Robert Stigwood, gli aveva chiesto di scrivere una canzone soul per Otis Redding. Barry ed il fratello Robin composero in quell'occasione To Love Somebody, una ballata soul nello stile di Sam & Dave. Tuttavia, prima che potesse registrare il brano, Otis Redding morì in un incidente aereo. A quel punto i Bee Gees decisero di incidere essi stessi la loro versione del pezzo, riarrangiandolo in chiave pop rock. Il brano conobbe un'ottima popolarità, raggiungendo la posizione 9 in Olanda e 17 della Billboard Hot 100.

## Cover
Nel corso degli anni il brano è stato oggetto di numerose cover, tra le quali si ricordano principalmente quelle di Nina Simone (in italiano Così ti amo), James Carr, Janis Joplin, Melanie Safka, Joe Cocker, Rod Stewart, The Animals, The Flying Burrito Brothers, Billy Corgan, Bonnie Tyler, Ace of Base, Jimmy Somerville, Tom Jones, Simply Red, Blue Rodeo, Jimmy Barnes, Michael Bolton (che arrivò in vetta alla classifica Billboard Adult Contemporary e settima in Francia), Slobberbone, Timoria, i Pooh, I Califfi (testo italiano Così ti amo di F.Boldrini), Nicola Di Bari (nella versione in italiano Così ti amo), Alessia Marinangeli, vocalist per Maria Teresa Mattei, nella compilation Non è la Rai gran finale, Gallon Drunk, i Silver Ginger 5, Michael Bublé, Scott Matthew e i Coldplay (con Barry Gibb), Joaquin Phoenix e Lady Gaga.

## Tracce
1. To Love Somebody
2. Close Another Door